# Ars generalis ultima
Pour les articles homonymes, voir Ars Magna.
L'Ars generalis ultima (en français Le grand et dernier Art, ca. 1305), également connu sous le nom Ars magna, generalis et ultima, ou tout simplement Ars magna, est le texte le plus complet du philosophe et théologien majorquin Raymond Lulle consacré à l'ars magna, un système combinatoire. Il reprend et complète d'autres versions plus brèves comme Ars compendieuse inveniendi veritatem ou Ars Brevis. L'Ars magna est un langage formel inventé basé sur la logique combinatoire destiné à pouvoir remplacer en les fusionnant la philosophie et religion sans la barrière des langues. On peut supposer qu'il s'est inspiré des instruments des astronomes et des astrologues arabes, mais aussi des idées de la kabbale, pour créer ses tables de calcul. L'œuvre constitue une partie importante de l'entreprise de Lulle de convertir les musulmans au christianisme. C'est la première tentative de créer une langue universelle et elle a également influencé Leibniz qui a étendu le système combinatoire.
En utilisant une structure arborescente s'inspirant largement de l'Arbor porphyriana, Llull développe des questions clés sur les 45 termes de base résumés dans une Table des principes. Les relations entre ces principes ne sont pas créées arbitrairement, mais au moyen d'un appareil logique contrôlé par quatre "figures", trois disques et une table de permutation. Les limitations imposées par "l'appareil" (par les instructions de Llull) rendent le système lullien fondamentalement différent de la combinatoire kabbalistique.

## Histoire

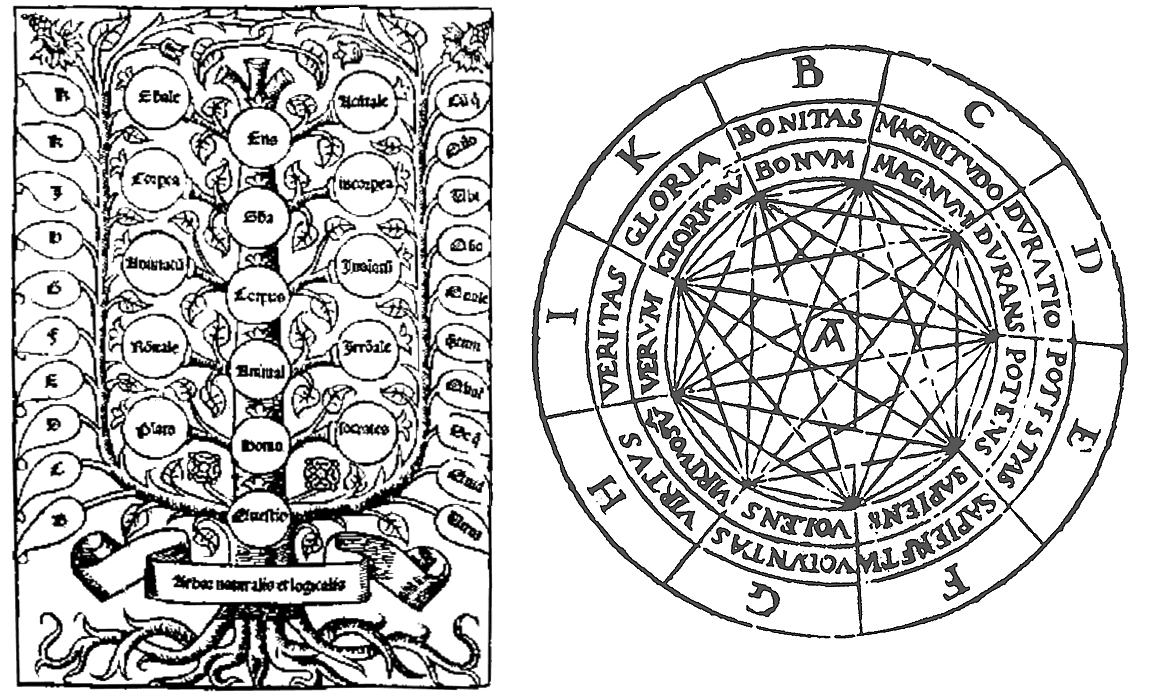
Arbor naturalis et logicalis [arbre logique naturel] et Ars Magna Figura 1

Selon les mémoires de Llull, l'Ars magna lui a été "révélé par Dieu" sur le mont Randa près de Palma, où il s'était retiré pour la contemplation en 1274 ( Vita coetanea, 1311). Dès lors, il fut aussi appelé Doctor illuminatus.
Cet art trouva bientôt sa première forme écrite dans Ars compendiosa inveniendi veritatem, ou Bref résumé de l'art de trouver la vérité. Dans ce texte et dans d'autres textes précédents, il a décrit un système beaucoup plus compliqué que plus tard, avec jusqu'à 16 "chiffres".
Les recherches distinguent plusieurs phases de maturité de l'ouvrage, mais clairement deux, à savoir 1274-89 et 1290-1308, dues aux efforts de Lulle à partir de 1287 pour convaincre les scolastiques des Universités de Montpellier et de Paris de l' Ars magna. Cela conduit à la simplification et à la rationalisation du système présenté dans Ars generalis ultima.
En 1308, presque parallèlement à l'Ars generalis ultima mature, Llull a également complété une version courte, l'Ars brevis (parfois aussi appelé Ars parva ).

## Postérité
- Lulle lui-même termina Ars brevis, une version condensée de l'œuvre principale, en 1308.
- La première interprétation connue de Lullus est Apologia de Pico della Mirandola, 1487.
- Giordano Bruno tente de prolonger l'approche de Lull en proposant, par exemple, dans De umbris idearum (Des ombres des idées), plusieurs roues concentriques mobiles qui permettraient une énorme variété de combinaisons de 30 lettres chacune.
- Gottfried Leibniz utilise la technologie pour mener des investigations philosophiques sur les sciences. Il a nommé l'Ars combinatoria  de Lulle dans: Dissertatio de arte combinatoria, 1666.
- En 1669, Athanasius Kircher décrit dans Ars magna sciendi une manière d'acquérir de nouvelles connaissances mathématiques en utilisant la combinatoire lullienne.
- Les informaticiens d'aujourd'hui considèrent la machine de Lulle comme le premier "ordinateur universel", et lui-même l'ancêtre de l'informatique.